# Reichstagswahlkreis Regierungsbezirk Kassel 4

Die Wahlkreisaufteilung des Deutschen Reichs.

Der Reichstagswahlkreis Regierungsbezirk Kassel 4 (in der reichsweiten Durchnummerierung auch Reichstagswahlkreis 196; nach den Kreisen im Wahlkreis auch Reichstagswahlkreis Eschwege-Schmalkalden genannt) war der vierte Reichstagswahlkreis im Regierungsbezirk Kassel der preußischen Provinz Hessen-Nassau für die Reichstagswahlen im Deutschen Reich und im Norddeutschen Bund von 1867 bis 1918.

## Wahlkreiszuschnitt
Er umfasste die ehemaligen kurhessischen Kreise Eschwege, Schmalkalden und Witzenhausen. Er war eine Parteihochburg der Antisemiten.
| Jahr | Einwohner |
| ---- | --------- |
| 1890 | 104.784   |
| 1895 | 107.407   |
| 1900 | 111.878   |
| 1905 | 117.506   |
| 1910 | 123.021   |

|      | Landwirtschaft | Industrie und Gewerbe | Handel und Dienstleistungen |
| ---- | -------------- | --------------------- | --------------------------- |
| 1895 | 42,2           | 43,9                  | 14,0                        |
| 1907 | 37,4           | 49,1                  | 13,5                        |

|      | Evangelisch | Katholisch |
| ---- | ----------- | ---------- |
| 1890 | 96,1        | 1,6        |
| 1905 | 96,1        | 1,9        |
| 1910 | 96,0        | 1,9        |

## Abgeordnete
| Wahl                                 | Abgeordneter         | Partei | Bild |
| ------------------------------------ | -------------------- | ------ | ---- |
| Reichstagswahl Februar 1867 bis 1881 | Richard Harnier      | NL     |      |
| Reichstagswahl 1881 bis 1884         | Karl Frieß           | LVg    | 0    |
| Reichstagswahl 1884 bis 1890         | Hermann von Christen | DRP    | 0    |
| Reichstagswahl 1890 bis 1893         | Feodor Wilisch       | DFrP   | 0    |
| Reichstagswahl 1893 bis 1895         | Hans Leuss           | DSozRP | 0    |
| Ersatzwahl 1895 bis 1898             | Karl Iskraut         | DRefP  | 0    |
| Reichstagswahl 1898 bis 1903         | Hermann von Christen | DRP    | 0    |
| Reichstagswahl 1903 bis 1904         | Leonhard Seyboth     | FrVP   | 0    |
| Ersatzwahl 1904 bis 1912             | Friedrich Raab       | DSozP  | 0    |
| Reichstagswahl 1912 bis 1918         | Georg Thöne          | SPD    |      |

## Wahlen

### 1867 (Februar)
Es fand nur ein Wahlgang statt. 12268 Stimmen wurden abgegeben. Die Zahl der gültigen Stimmen betrug 12248.
| Kandidat                  | Partei   | Stimmen | in %   | Anmerkungen |
| ------------------------- | -------- | ------- | ------ | ----------- |
| Richard Harnier           | NL       | 8361    | 68,3 % | 0           |
| Edwin von Bischoffshausen | FrKVG    | 3773    | 30,8 % | 0           |
| 0                         | Sonstige | 114     | 0,9    | 0           |

### 1867 (August)
Es fand nur ein Wahlgang statt. Die Zahl der gültigen Stimmen betrug 5998.
| Kandidat        | Partei   | Stimmen | in %   | Anmerkungen |
| --------------- | -------- | ------- | ------ | ----------- |
| Richard Harnier | NL       | 5877    | 98,1 % | 0           |
| 0               | Sonstige |         |        | 0           |

### 1971
Es fand nur ein Wahlgang statt. Die Zahl der Wahlberechtigten betrug 19316. 5875 Stimmen wurden abgegeben, die Wahlbeteiligung betrug 30,4 %.Die Zahl der gültigen Stimmen betrug 5844.
| Kandidat                      | Partei   | Stimmen | in %   | Anmerkungen |
| ----------------------------- | -------- | ------- | ------ | ----------- |
| Richard Harnier               | NL       | 4662    | 79,8 % | 0           |
| Maximilian Senfft von Pilsach | K        | 1105    | 18,9 % | 0           |
| 0                             | NL       | 42      | 0,7 %  | 0           |
| 0                             | Sonstige | 35      | 0,6    | 0           |

### 1874
Es fand nur ein Wahlgang statt. Die Zahl der Wahlberechtigten betrug 18417. 5991 Stimmen wurden abgegeben, die Wahlbeteiligung betrug 32,5 %.Die Zahl der gültigen Stimmen betrug 5985.
| Kandidat                      | Partei   | Stimmen | in % | Anmerkungen |
| ----------------------------- | -------- | ------- | ---- | ----------- |
| Richard Harnier               | NL       | 5744    | 96 % | 0           |
| Maximilian Senfft von Pilsach | K        | 180     | 3 %  | 0           |
| 0                             | Sonstige | 61      | 1    | 0           |

### 1877
Es fand nur ein Wahlgang statt. Die Zahl der Wahlberechtigten betrug 18536. 5739 Stimmen wurden abgegeben, die Wahlbeteiligung betrug 31 %. Die Zahl der gültigen Stimmen betrug 5376.
| Kandidat                      | Partei   | Stimmen | in %   | Anmerkungen |
| ----------------------------- | -------- | ------- | ------ | ----------- |
| Richard Harnier               | NL       | 4463    | 77,8 % | 0           |
| Maximilian Senfft von Pilsach | K        | 1094    | 19,1 % | 0           |
| 0                             | K        | 74      | 1,3 %  | 0           |
| 0                             | Sonstige | 105     | 1,8    | 0           |

### 1878
Es fand nur ein Wahlgang statt. Die Zahl der Wahlberechtigten betrug 19287. 11803 Stimmen wurden abgegeben, die Wahlbeteiligung betrug 61,2 %.Die Zahl der gültigen Stimmen betrug 11769.
| Kandidat           | Partei   | Stimmen | in %   | Anmerkungen |
| ------------------ | -------- | ------- | ------ | --- |
| Richard Harnier    | NL       | 6389    | 54,3 % | 0 |
| Eduard Wendelstadt | DRP      | 5342    | 45,4 % | Professor für Landwirtschaft an der Uni Hohenheim, Vorstand der kurfürstlich hessischen Kommission für landwirtschaftliche Angelegenheiten |
| 0                  | Sonstige | 38      | 0,3    | 0 |

### 1881
Es fand nur ein Wahlgang statt. Die Zahl der Wahlberechtigten betrug 18530. 11369 Stimmen wurden abgegeben, die Wahlbeteiligung betrug 61,4 %.Die Zahl der gültigen Stimmen betrug 11330.
| Kandidat              | Partei   | Stimmen | in %   | Anmerkungen |
| --------------------- | -------- | ------- | ------ | ----------- |
| Karl Frieß            | LVg      | 7122    | 62,8 % | 0           |
| Karl von Scharfenberg | K        | 4199    | 37,1 % | 0           |
| 0                     | Sonstige | 9       | 0,1    | 0           |

### 1884
Es fand nur ein Wahlgang statt. Die Zahl der Wahlberechtigten betrug 19671. 12474 Stimmen wurden abgegeben, die Wahlbeteiligung betrug 63,4 %.Die Zahl der gültigen Stimmen betrug 12420.
| Kandidat             | Partei   | Stimmen | in %   | Anmerkungen |
| -------------------- | -------- | ------- | ------ | ----------- |
| Hermann von Christen | DRP      | 7189    | 57,9 % | 0           |
| Karl Frieß           | LVg      | 5167    | 41,6 % | 0           |
| Wilhelm Bock         | SPD      | 54      | 0,4 %  | 0           |
| 0                    | Sonstige | 10      | 0,1    | 0           |

### 1887
Bei der Reichstagswahl 1887 unterstützte die NLP den Kandidaten der DRP im Rahmen des Bündnisses der Kartellparteien. Es fand nur ein Wahlgang statt. Die Zahl der Wahlberechtigten betrug 20441. 13893 Stimmen wurden abgegeben, die Wahlbeteiligung betrug 68 %.Die Zahl der gültigen Stimmen betrug 13837.
| Kandidat                      | Partei   | Stimmen | in %   | Anmerkungen |
| ----------------------------- | -------- | ------- | ------ | ----------- |
| Hermann von Christen          | DRP      | 10542   | 76,2 % | 0           |
| Franz Schenk von Stauffenberg | DFrP     | 1806    | 13 %   | 0           |
| Wilhelm Pfannkuch             | SPD      | 1475    | 10,7 % | 0           |
| 0                             | Sonstige | 14      | 0,1    | 0           |

### 1890
Bei der Reichstagswahl 1890 unterstützte die NLP wie bei der vorherigen Wahl den Kandidaten der DRP. Es fanden zwei Wahlgänge statt. Die Zahl der Wahlberechtigten betrug 21230. 16452 Stimmen wurden im ersten Wahlgang abgegeben, die Wahlbeteiligung betrug 77,5 %.Die Zahl der gültigen Stimmen betrug 16389.
| Kandidat             | Partei   | Stimmen | in %   | Anmerkungen |
| -------------------- | -------- | ------- | ------ | ----------- |
| Feodor Wilisch       | DFrP     | 6952    | 42,4 % | 0           |
| Hermann von Christen | DRP      | 6214    | 37,9 % | 0           |
| Wilhelm Pfannkuch    | SPD      | 3213    | 19,6 % | 0           |
| 0                    | Sonstige | 10      | 0,1    | 0           |

In der Stichwahl unterstützen die Sozialdemokraten den linksliberalen Wilisch. 16.759 Stimmen wurden in der Stichwahl abgegeben, die Wahlbeteiligung betrug 78,9 %.Die Zahl der gültigen Stimmen betrug 16.723.
| Kandidat             | Partei | Stimmen | in %   | Anmerkungen |
| -------------------- | ------ | ------- | ------ | ----------- |
| Feodor Wilisch       | DFrP   | 9714    | 58,1 % | 0           |
| Hermann von Christen | DRP    | 7009    | 41,9 % | 0           |

### 1893
Die Kartellparteien und der BdL einigten sich auf den gemeinsamen Kandidaten von Christen. Es fanden zwei Wahlgänge statt. Die Zahl der Wahlberechtigten betrug 21926. 14768 Stimmen wurden im ersten Wahlgang abgegeben, die Wahlbeteiligung betrug 67,4 %.Die Zahl der gültigen Stimmen betrug 14739.
| Kandidat             | Partei   | Stimmen | in %   | Anmerkungen                                              |
| -------------------- | -------- | ------- | ------ | -------------------------------------------------------- |
| Hans Leuß            | DSozRP   | 3809    | 25,8 % | 0                                                        |
| Hermann von Christen | DRP      | 4280    | 29 %   | 0                                                        |
| Feodor Wilisch       | DFrP     | 2844    | 19,3 % | 0                                                        |
| Heinrich Huhn        | SPD      | 3765    | 25,6 % | Geschäftsführer und Redakteur des Volksblattes in Kassel |
| 0                    | Sonstige | 41      | 0,3    | 0                                                        |

In der Stichwahl unterstützen auch die Sozialdemokraten den Kandidaten der DRP. 11919 Stimmen wurden in der Stichwahl abgegeben, die Wahlbeteiligung betrug 54,4 %.Die Zahl der gültigen Stimmen betrug 11711.
| Kandidat             | Partei | Stimmen | in %   | Anmerkungen |
| -------------------- | ------ | ------- | ------ | ----------- |
| Hans Leuß            | DSozRP | 6879    | 58,7 % | 0           |
| Hermann von Christen | DRP    | 4832    | 41,3 % | 0           |

Leuß legte am 20. Dezember 1894 sein Mandat nieder, da er zu einer Zuchthausstrafe verurteilt worden war.

### Ersatzwahl am 28. Februar 1895
Erneut einigten sich die Kartellparteien und der BdL auf einen Kandidaten der DRP. Der BdL zögerte jedoch mit der Unterstützung des Kandidaten, da er davon ausging, dass viele seiner Wähler sich stattdessen für Iskraut entscheiden würden. Es fanden zwei Wahlgänge statt. Die Zahl der Wahlberechtigten betrug 22332. 16082 Stimmen wurden im ersten Wahlgang abgegeben, die Wahlbeteiligung betrug 72 %.Die Zahl der gültigen Stimmen betrug 16037.
| Kandidat       | Partei   | Stimmen | in %   | Anmerkungen |
| -------------- | -------- | ------- | ------ | ----------- |
| Karl Iskraut   | DRefP    | 3826    | 23,9 % | 0           |
| Karl Peters    | DRP      | 3106    | 19,4 % | 0           |
| Edmund Stengel | FrVP     | 3495    | 21,8 % | 0           |
| Heinrich Huhn  | SPD      | 5605    | 35 %   | 0           |
| 0              | Sonstige | 5       | 0      | 0           |

In der Stichwahl sprach sich die Freisinnige Volkspartei für Huhn aus. 16823 Stimmen wurden in der Stichwahl abgegeben, die Wahlbeteiligung betrug 75,3 %.Die Zahl der gültigen Stimmen betrug 16761.
| Kandidat      | Partei | Stimmen | in %   | Anmerkungen |
| ------------- | ------ | ------- | ------ | ----------- |
| Karl Iskraut  | DRefP  | 9964    | 59,4 % | 0           |
| Heinrich Huhn | SPD    | 6797    | 40,6 % | 0           |

### 1898
Von Christen wurde von den gleichen Parteien wie bei der letzten Wahl unterstützt. Insbesondere der BdL tat sich damit schwer. Die Reichsleitung des BdL hatte den lokalen Wahlverein aufgefordert, Iskraut zu unterstützen. Die lokale Vertauensmännerversammlung des BdL entschied sich aber, von Christen zu unterstützen. Die Freisinnige Volkspartei und die Freisinnige Vereinigung unterstützen Albert Helff. Auch das Zentrum rief zu Wahl Helffs auf. Es fanden zwei Wahlgänge statt. Die Zahl der Wahlberechtigten betrug 23054. 14195 Stimmen wurden im ersten Wahlgang abgegeben, die Wahlbeteiligung betrug 61,6 %.Die Zahl der gültigen Stimmen betrug 14178.
| Kandidat             | Partei   | Stimmen | in %   | Anmerkungen                                  |
| -------------------- | -------- | ------- | ------ | -------------------------------------------- |
| Karl Iskraut         | DRefP    | 2410    | 17 %   | 0                                            |
| Hermann von Christen | DRP      | 3431    | 24,2 % | 0                                            |
| Albert Helff         | FrVP     | 3071    | 21,7 % | Notar und Stadtverordneter in Frankfurt, MdK |
| Wilhelm Hugo         | SPD      | 5246    | 37 %   | 0                                            |
| 0                    | Sonstige | 20      | 0,1    | 0                                            |

15.764 Stimmen wurden in der Stichwahl abgegeben, die Wahlbeteiligung betrug 68,4 %.Die Zahl der gültigen Stimmen betrug 15645.
| Kandidat             | Partei | Stimmen | in %   | Anmerkungen |
| -------------------- | ------ | ------- | ------ | ----------- |
| Hermann von Christen | DRP    | 9216    | 58,9 % | 0           |
| Wilhelm Hugo         | SPD    | 6429    | 41,1 % | 0           |

### 1903
Von Christen wurde bei dieser Wahl nur von den Deutsch-Konservativen und den Freikonservativen unterstützt. Die NLP war gespalten: Während der rechte Flügel von Christen bevorzugte, sprachen sich Vertreter des linken Flügels für Seyboth aus. Der BdL rief zur Wahl von Ruprecht auf. Es fanden zwei Wahlgänge statt. Die Zahl der Wahlberechtigten betrug 24745. 18238 Stimmen wurden im ersten Wahlgang abgegeben, die Wahlbeteiligung betrug 73,7 %.Die Zahl der gültigen Stimmen betrug 18183.
| Kandidat             | Partei   | Stimmen | in %   | Anmerkungen |
| -------------------- | -------- | ------- | ------ | ----------- |
| Hermann Ruprecht     | DSozRefP | 3309    | 18,2 % | 0           |
| Hermann von Christen | DRP      | 3812    | 20,9 % | 0           |
| Leonhard Seyboth     | FrVP     | 4546    | 25 %   | 0           |
| Wilhelm Hugo         | SPD      | 6485    | 35,7 % | 0           |
| 0                    | Sonstige | 31      | 0,2    | 0           |

In der Stichwahl erhielt Syboth auch die Unterstützung von den Konservativen, der NLP, der Deutsch Sozialen und des Zentrums. Hintergrund war eine Vereinbarung der Parteien auf Ebene der Provinz Hessen-Nassau. Im Gegenzug zur Unterstützung von Seyboth unterstützen die Parteien im Wahlkreis 200 (Hanau) den Kandidaten der NLP. 17.500 Stimmen wurden in der Stichwahl abgegeben, die Wahlbeteiligung betrug 70,7 %.Die Zahl der gültigen Stimmen betrug 17387.
| Kandidat         | Partei | Stimmen | in %   | Anmerkungen |
| ---------------- | ------ | ------- | ------ | ----------- |
| Leonhard Seyboth | FrVP   | 10348   | 59,5 % | 0           |
| Wilhelm Hugo     | SPD    | 7039    | 40,5 % | 0           |

Nachdem Seyboth wegen Wechselfälschung verurteilt worden war, verlor er Anfang 1904 sein Reichstagsmandat.

### Ersatzwahl am 15. Februar 1904
Von Christen wurde bei dieser Wahl zunächst von den Deutsch-Konservativen und den Freikonservativen unterstützt, die NLP schloss sich später an. Der BfL unterstützte Raab, die Freisinnige Volkspartei gab die Stimmabgabe frei. Bei der Ersatzwahl am 15. Februar 1904 fanden zwei Wahlgänge statt. Die Zahl der Wahlberechtigten betrug 24745, die Wahlbeteiligung betrug 72,6 %. Die Zahl der gültigen Stimmen betrug 17984.
| Kandidat             | Partei | Stimmen | in %   | Anmerkungen                |
| -------------------- | ------ | ------- | ------ | -------------------------- |
| Friedrich Raab       | DSozP  | 5826    | 32,3 % | 0                          |
| Hermann von Christen | DRP    | 3525    | 19,6 % | 0                          |
| Otto Merten          | FrVP   | 4083    | 22,7 % | Volksschullehrer in Berlin |
| Wilhelm Hugo         | SPD    | 4550    | 25,3 % | 0                          |

17538 Stimmen wurden bei der Stichwahl abgegeben, die Wahlbeteiligung betrug 70,8 %.Die Zahl der gültigen Stimmen betrug 17385.
| Kandidat       | Partei | Stimmen | in %   | Anmerkungen |
| -------------- | ------ | ------- | ------ | ----------- |
| Friedrich Raab | DSozP  | 9827    | 56,5 % | 0           |
| Otto Merten    | FrVP   |         | 43,4 % | 0           |

### 1907
Bei den sog. Hottentottenwahlen, bei denen der Krieg gegen die Herero und Nama („Hottentotten“) in Deutsch-Südwestafrika ein wichtiges Thema war, sprachen sich die Konservativen, die Deutsch Soziale Partei und der BdL für Raab aus. Sowie FrVP als auch NLP unterstützen Kimpel. Es fanden zwei Wahlgänge statt. Die Zahl der Wahlberechtigten betrug 25955. 21713 Stimmen wurden im ersten Wahlgang abgegeben, die Wahlbeteiligung betrug 83,7 %.Die Zahl der gültigen Stimmen betrug 21657.
| Kandidat          | Partei   | Stimmen | in %   | Anmerkungen                              |
| ----------------- | -------- | ------- | ------ | ---------------------------------------- |
| Friedrich Raab    | DSozP    | 8946    | 41,3 % | 0                                        |
| Theodor Kimpel    | FrVP     | 5424    | 25,1 % | 0                                        |
| Friedrich Eckardt | SPD      | 7262    | 33,5 % | Zigarrenfabrikant, MdL Sachsen-Meiningen |
| 0                 | Sonstige | 25      | 0,1    | 0                                        |

In der Stichwahl sprach sich Kimpel persönlich gegen Raab aus, die beiden liberalen Wahlvereine riefen jedoch für eine Wahl des antisemitischen Kandidaten auf. 20.827 Stimmen wurden in der Stichwahl abgegeben, die Wahlbeteiligung betrug 80,2 %.Die Zahl der gültigen Stimmen betrug 20627.
| Kandidat          | Partei | Stimmen | in %   | Anmerkungen |
| ----------------- | ------ | ------- | ------ | ----------- |
| Friedrich Raab    | DSozP  | 12640   | 61,3 % | 0           |
| Friedrich Eckardt | SPD    | 7987    | 38,7 % | 0           |

### 1912
Wie bei der letzten Wahl unterstützen die rechten Parteien Raab und die beiden liberalen Parteien en linksliberalen Kandidaten Ohr. Das Zentrum sprach sich für Raab aus. Es fanden zwei Wahlgänge statt. Die Zahl der Wahlberechtigten betrug 27399. 23735 Stimmen wurden im ersten Wahlgang abgegeben, die Wahlbeteiligung betrug 86,6 %.Die Zahl der gültigen Stimmen betrug 23642.
| Kandidat       | Partei   | Stimmen | in %   | Anmerkungen |
| -------------- | -------- | ------- | ------ | ----------- |
| Georg Thöne    | SPD      | 11313   | 47,9 % | 0           |
| Friedrich Raab | DSozP    | 6522    | 27,6 % | 0           |
| Wilhelm Ohr    | FoVP     | 5801    | 24,5 % | 0           |
| 0              | Sonstige | 6       | 0      | 0           |

In der Stichwahl rief auch die NLP für die Wahl von Raab auf. 24.074 Stimmen wurden in der Stichwahl abgegeben, die Wahlbeteiligung betrug 87,8 %.Die Zahl der gültigen Stimmen betrug 23702.
| Kandidat       | Partei | Stimmen | in %   | Anmerkungen |
| -------------- | ------ | ------- | ------ | ----------- |
| Georg Thöne    | SPD    | 12874   | 54,3 % | 0           |
| Friedrich Raab | DSozP  | 10828   | 45,7 % | 0           |